# Elezioni parlamentari nella Repubblica Dominicana del 2006
Le elezioni parlamentari nella Repubblica Dominicana del 2006 si tennero il 16 maggio per il rinnovo del Congresso (Camera dei deputati e Senato).

## Risultati
| Liste                                                          | Camera    | Camera | Camera | Senato seggi |
| Liste                                                          | Voti      | %      | Seggi  | Senato seggi |
| -------------------------------------------------------------- | --------- | ------ | ------ | ------------ |
| Partito della Liberazione Dominicana (PLD)                     | 1.399.266 | 46,35  | 96     | 22           |
| Blocco Istituzionale Socialdemocratico (BIS)                   | 76.482    | 2,53   | 96     | 22           |
| Alleanza per la Democrazia (APD)                               | 46.933    | 1,55   | 96     | 22           |
| Unione Democratica Cristiana (UDC)                             | 25.060    | 0,83   | 96     | 22           |
| Partito dei Lavoratori Dominicani (PTD)                        | 16.832    | 0,56   | 96     | 22           |
| Partito Liberale della Repubblica Dominicana (PLRD)            | 14.581    | 0,48   | 96     | 22           |
| Partito Rivoluzionario Dominicano (PRD)                        | 936.740   | 31,03  | 60     | 7            |
| Partito Riformista Social Cristiano (PRSC)                     | 330.807   | 10,96  | 22     | 3            |
| Partito di Unità Nazionale (PUN)                               | 34.930    | 1,16   | 22     | 3            |
| Partito Quisqueyano Democratico Cristiano (PQDC)               | 25.231    | 0,84   | 22     | 3            |
| Partito Verde dell'Unità Democratica (PVUD)                    | 14.735    | 0,49   | 22     | 3            |
| Partito Nazionale dei Veterani e dei Civili (PNVC)             | 12.097    | 0,40   | 22     | 3            |
| Alleanza Sociale Dominicana (ASD)                              | 6.082     | 0,20   | 22     | 3            |
| Partito Democratico Popolare (PDP)                             | 5.450     | 0,18   | 22     | 3            |
| Partito Popolare Cristiano (PPC)                               | 4.805     | 0,16   | 22     | 3            |
| Partito Rivoluzionario Socialdemocratico (PRSD)                | 47.054    | 1,56   | -      | -            |
| Movimento per l'Indipendenza, l'Unità e il Cambiamento (MIUCA) | 9.735     | 0,32   | -      | -            |
| Partito Rivoluzionario Indipendente (PRI)                      | 6.651     | 0,22   | -      | -            |
| Partito di Rinascita Nazionale (PRN)                           | 2.957     | 0,10   | -      | -            |
| Partito Umanista Dominicano (PHD)                              | 2.490     | 0,08   | -      | -            |
| Totale                                                         | 3.018.918 |        | 178    | 32           |